# Zakącie (Żołynia)
Zakącie – część  wsi Żołynia w Polsce w województwie podkarpackim, w powiecie łańcuckim, w gminie Żołynia.
W latach 1975–1998 miejscowość administracyjnie należała do województwa rzeszowskiego.
Od około 1600 roku tereny Zakącia były częścią wsi Gwizdów. Taki stan utrzymywał się do 1954 roku. W północno wschodniej części Zakącia w 1853 roku znajdowała się osada Kąty skąd zapewne pochodzi nazwa Za-Kącie dosł. za Kątami. W Kątach w XVIII wieku mieszkał Józef Bzdziuch z Wólki Grodziskiej i Anna Więch z Gwizdowa.